# St. Agnus (Köthen)

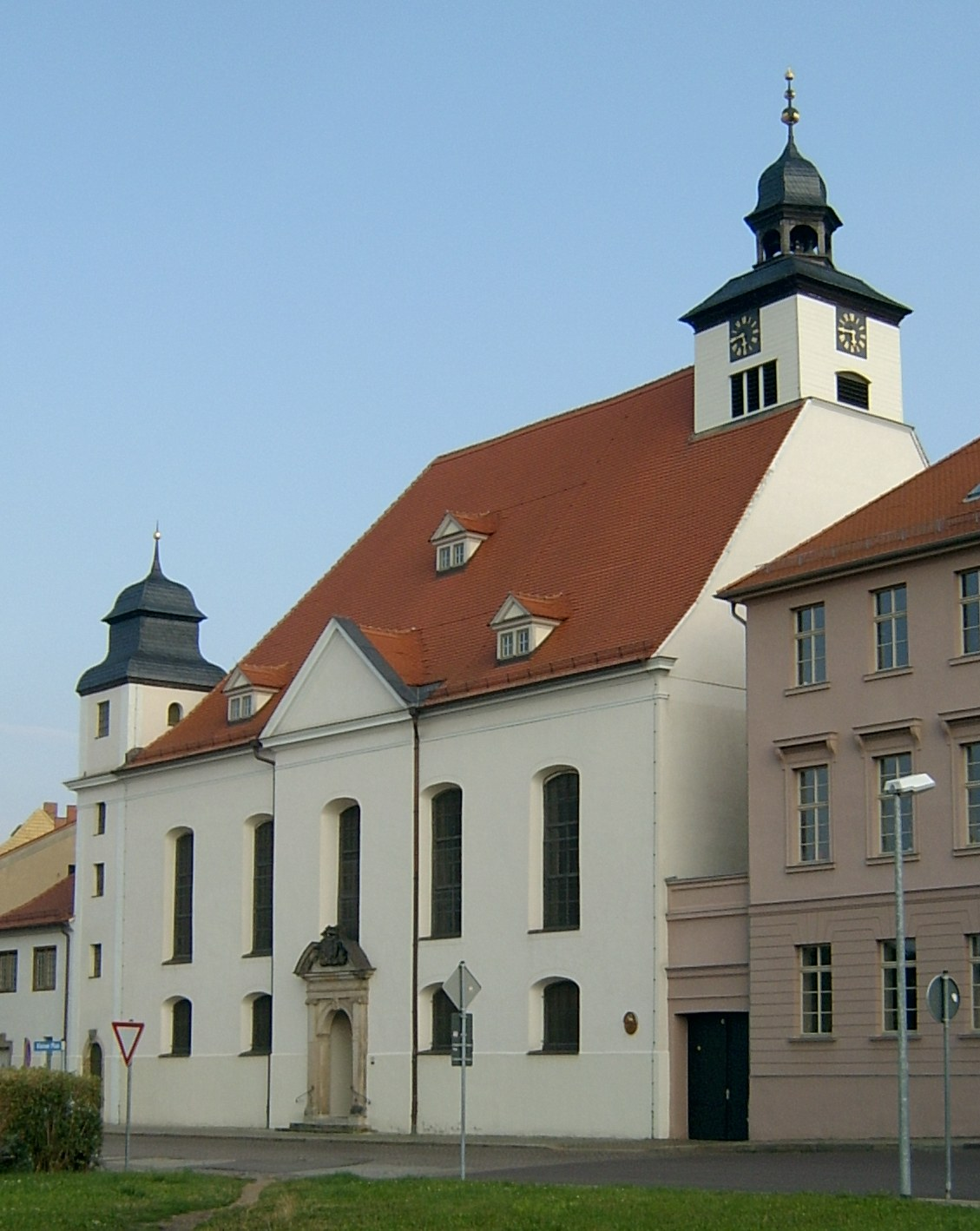
Agnuskirche in Köthen

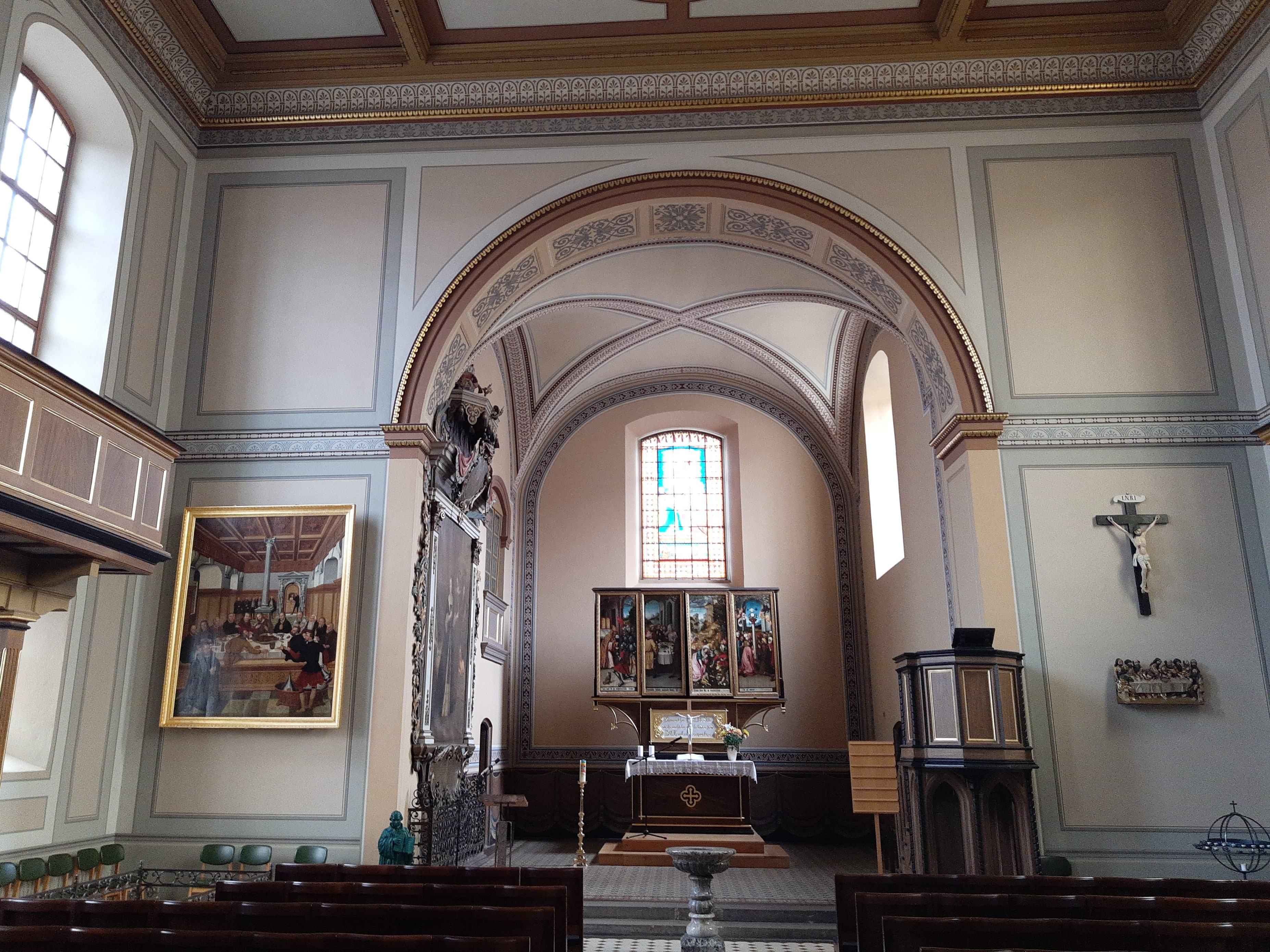
Innenansicht

Die St.-Agnus-Kirche ist eine evangelische Kirche in Köthen (Anhalt). Sie wurde 1699 für die damalige kleine lutherische Gemeinde im reformierten Köthen gebaut. Während seiner Köthener Jahre gehörte Johann Sebastian Bach als Gemeindeglied zur Agnuskirche.

## Geschichte
Im Fürstentum Anhalt-Köthen wurde bereits wenige Jahre nach Martin Luthers Thesenanschlag die lutherische Reformation eingeführt. Um die Wende zum 17. Jahrhundert gingen die anhaltinischen Fürsten und damit ihre Territorien jedoch zum reformierten (calvinistischen) Bekenntnis über. Erst gegen Ende des Jahrhunderts erlangten die zugewanderten Lutheraner die Erlaubnis zur öffentlichen Religionsausübung und zum Bau eigener Kirchen. Ihre Protektorin in Köthen war die lutherische Fürstin Gisela Agnes. Im Anklang an ihren Namen erhielt die neue Kirche für die Köthener Lutheraner den Namen Agnus-Kirche; ihr Porträt von Antoine Pesne (1713) hängt bis heute im Altarraum der Kirche.
Die Kirche wurde 1694 bis 1699 nach Plänen des Zerbster Baumeisters Johann Bernhard Beuchel erbaut.
Während seiner Zeit als Hofkapellmeister in Köthen 1717 bis 1723 war Johann Sebastian Bach Mitglied der lutherischen Agnusgemeinde. Sein Name erscheint regelmäßig im Konfitentenregister und im Kommunikantenregister. Der Abendmahlskelch aus jener Zeit wird in der Kirche aufbewahrt.
Mit dem Unionsschluss von 1827 beendeten Reformierte und Lutheraner in Anhalt ihre Kirchentrennung; die Agnusgemeinde bestand jedoch als Personalgemeinde lutherischer Tradition weiter, bis sie 1880 einen regulären Pfarrsprengel erhielt. 
Nach Umgestaltungen des 19. Jahrhunderts im klassizistischen und neugotischen Zeitgeschmack und einer vereinfachenden Sanierung in den 1960er Jahren erfolgte von 1996 bis 2012 die bisher letzte Innen- und Außenrestaurierung.

## Architektur und Ausstattung
St. Agnus ist eine in die Straßenflucht eingefügte schlichte Saalkirche mit eingezogenem Rechteckchor und quadratischem Treppenturm im Osten sowie einem Dachreiter im Westen.
Die Kirche besitzt einen gotischen Flügelaltar aus dem frühen 16. Jahrhundert und ein Himmelfahrts-Fenster von 1887. Bemerkenswert ist eine zeitgenössische Kopie des Dessauer Abendmahls von  Lucas Cranach dem Jüngeren (1565).

## Orgel
Die Orgel wurde 1881 von Wilhelm Rühlmann sen. als op. 36 erbaut. Das Orgelgehäuse lieferte Holzbildhauer Gustav Kuntzsch, Wernigerode.
Sie hat folgende Disposition:
| I Manual C–c3 |       |
| Prinzipal     | 16′   |
| Prinzipal     | 8′    |
| Hohlflöte     | 8′    |
| Gambe         | 8′    |
| Gedackt       | 8′    |
| Oktave        | 4′    |
| Rohrflöte     | 4′    |
| Quinte        | 2 ⁄3′ |
| Oktave        | 2′    |
| Mixtur IV     |       |
| Trompete      | 8′    |

| II Manual C–c3  |     |
| Bordun          | 16′ |
| Geigenprinzipal | 8′  |
| Salicional      | 8′  |
| Flauto traverso | 8′  |
| Gedackt         | 8′  |
| Fugara          | 4′  |
| Flauto amabile  | 4′  |
| Cornett III     |     |
| Clarinette      | 8′  |

| III Manual C–c3  |    |
| Dolce            | 8′ |
| Zartflöte        | 8′ |
| Aeoline          | 8′ |
| Lieblich Gedackt | 8′ |
| Flauto dolce     | 4′ |

| Pedal C–d1   |        |
| Subbaß       | 16′    |
| Violon       | 16′    |
| Prinzipalbaß | 8′     |
| Cello        | 8′     |
| Quintbaß     | 5 1⁄3′ |
| Oktavbaß     | 4′     |
| Posaune      | 16′    |
| Trompete     | 8′     |

- Koppeln: II/I, I/P, II/P